# ドンキーコングジャングルビート
ドンキーコング ジャングルビート（DONKEY KONG JUNGLE BEAT）は、2004年12月16日に任天堂からニンテンドー ゲームキューブ用ソフトとして発売された横スクロールアクションゲーム。2003年7月に設立された任天堂東京制作部が初めて手がけたソフトである。アメリカでは2005年3月14日、ヨーロッパでは2005年2月4日に発売。
2008年12月11日に『Wiiであそぶ ドンキーコング ジャングルビート』としてWiiに移植された。

## ゲーム内容
ドンキーコングが様々なステージを進み、ステージの奥にいる動物の王を倒して「王の中の王」を目指す。
基本的にはゲームキューブの周辺機器であるタルコンガを使用してゲームを進めていく。タルコンガの右側を叩くとドンキーコングが右に移動、手拍子をするとステージ内の仕掛けが作動するなど、タルコンガの性能を生かした操作となっている。なお、通常のゲームキューブ用コントローラを使用することも可能である。

## メインキャラクター
ドンキーコング
主人公。各国のコング達を倒すために冒険に出る。
キッキ
白い小猿。Wii版ではドンキーに助けを求めにきた。他にも大勢の仲間がいる。

### ジャングルブラザーズ
アニマルフレンドのように、ドンキーの冒険の手助けをしてくれる動物達「ジャングルブラザーズ」が登場するステージがある。
モーシン
牛。ドンキーを背中に乗せて、雪山をランビのように豪快に爆走する。
ムッサー
ムササビ。スーパードンキーコング2のコークスと同じく、ドンキーを掴んでパラシュートのようにゆっくりと降下する。
シャッチー
パイナップル王国の"南国の碧い海"にのみ居るシャチ。ドンキーを乗せて泳ぎ、頭から突っ込んで壁を砕くという点はエンガードと同じだが、エンガードとは異なり縦横無尽に泳ぎ回り、水面からジャンプすることも可能。小さなシャッチーも居る他、初めてジャンプするともっと小さなシャッチーが出現する。
ヘリバード
個体によって何色もの色がある鳥。ドンキーを掴んで空を飛ぶ、スコークスにあたるキャラクター。

### ボスキャラクター
それぞれの世界に登場するボスキャラクター達。当然ながら、ステージが進むにつれ様々な強化がされていく。モロピーと覇王とジンゾウとカンゾウ以外は残り体力を300以下に、モロピーは400以下にすると、ジンゾウとカンゾウはどちらか一方を倒すと残った方が怒り始めパワーアップする。覇王は直接対決開始時にはすでに怒っている。
スランプバード、ハッスルバード、ナックルバード、ストライクバード
黒い卵を抱えた巨大な鳥。ボス本体ではなく、ボスが抱える卵に接触してしがみつき、頭突きによるラッシュをすることでダメージを与えられる。羽を飛ばしたり、巨大な岩を飛ばして攻撃するほか、風起こしで追い返してくる。怒った時には羽根を飛び散らせつつ横回転。
スランプバードを怒らせた後とハッスルバード以降は、卵に一度だけ攻撃を防ぐ（ただし気絶し移動しなくなる）黒い霧を纏うようになり、羽飛ばしと風起こしが複合される。
ナックルバード以降は闇の妖精を吐いて攻撃するようになり、岩も三方向に飛ぶようになる。闇の妖精を5連続で撃ち返せば霧が消え気絶する。
ストライクバードは怒らせるとさらに一発ずつの巨大な岩を出してくる。
倒すと卵が割れ、その後何故か本体も爆発して消滅する。
通常ステージにおけるトゲトゲの赤い実を落としてくる鳥は「スロウバード」で、メロン王国の"カメオンの巣"にのみ居る攻撃してこない黄金の鳥は「ゴールドバード」。モーシンに乗っている時はブラッドパイン一撃で倒せる。乗っていない時はブラッドパインもココナッツも落としてきて、ブラッドパインやココナッツを当て気絶している時に掴んで殴り落とすか、共に居るココピーを倒せば倒せる。ドリアン王国の"雷雲トリノス城"に居るココナッツを落とすスロウバードは、トゲトゲの赤い実を含めて一度に合計2つ落としてくる。同じ物ばかり落とす場合もある。
ゴロピー、モロピー、ドロピー、ゲルピー
筋骨隆々な二足歩行をするイノシシ。トゲトゲの赤い実や電気を纏ったココナッツを投げたり、近距離にいる相手を殴り飛ばして攻撃する。近くで手拍子をすると電気を纏っていないココナッツを吹きだすが、連続でやりすぎると防御を行い、パンチで反撃してくる。ココナッツをぶつけると気絶し、ラッシュをかけることができるようになる。連続でココナッツをぶつけるとダメージが上がる。怒ると腕を振り回し、鼻息を荒げる。
モロピー以降は上段の狭い足場からジャンプし、電気を纏いながら突進し、着地の間際にパンチを行う攻撃が加わる。
ドロピー以降は5方向に電撃弾を発射する攻撃が加わる。
ゲルピーを怒らせると、ジャンプの代わりに電気を纏い、目視不能な程の超高速移動を行うようになる。
ココナッツをぶつけて倒すとそのまま倒れるが、ラッシュで倒すと、大ジャンプしてから鼻へのダブル・スレッジ・ハンマーでトドメを刺す演出が加わる。
機械仕掛けなのか、倒した後は両腕が煙を吹いてショートしている。
通常ステージには「ココピー」というピンクの豚がおり、ココナッツに電気をまとわせていないが、チェリー王国の"オーロラ氷河"にいる1人はトゲトゲの赤い実ではなく氷の玉を投げる。ココナッツをヤシの木に3回ぶつけて折ると一緒に落として倒せる。
イウゾウ、キクゾウ、エンゾウ、ジンゾウ、カンゾウ
鼻が大砲のようになっている機械仕掛けの象。移動は全くせずに高台の上に居座り、外見に違わず大砲の弾を発射して攻撃する。
装甲が厚いためドンキー自身の攻撃は一切効かず、周囲にある草から生えたブラッドパインによってのみダメージが与えられる。
砲撃の前兆である吸い込み中の鼻には、ドンキー自身か投げたブラッドパインを詰まらせられる。ブラッドパインの場合は爆発し、弱点である心臓がむき出しになる。すると鼻から4つのブラッドパインが発射されるので、それら4つと草に追加される1つを心臓に打ち込むと、打ち込んだ数に応じてダメージを与えられる。心臓は1つでも打ち込む前は出たり引っ込んだりするが、これらの攻撃は胴体に直接ブラッドパインをぶつけるよりダメージが大きい。
怒らせると鼻から勢いよくビームを噴射してグルリと薙ぎ払い、以降砲弾を3連射するようになる。
キクゾウ以降は鼻先の砲台をレーザー砲に変え、台から前足のみで身を乗り出し、レーザーを薙ぎ払う攻撃が加わる。
エンゾウ以降は怒らせると着弾時に炎が広がるナパーム弾のようなものを出す攻撃が追加される。
ジンゾウとカンゾウはそれぞれドンキーを挟んで左右の高台に居座り、2匹がかりで襲い掛かってくる。なお、右側にいるジンゾウを怒らせるとエンゾウと同様にナパーム弾を連射する他、レーザー攻撃が高速で往復するようになる。左側にいるカンゾウは逆にナパーム弾は1発しか撃たず（代わりに通常弾を3発高速で撃つ）、レーザーも往復しない。
『大乱闘スマッシュブラザーズX』で、「エレファントキャノン」という分類名であることが明らかになった。そこでは通常ステージの小さなエレファントキャノン「マメゾウ」は紹介されていない。ドリアン王国の"嵐の丘の戦い"の忍者装束を着た猿「ニンザル」（赤）が乗った1台のマメゾウは、鹵獲して奥に有るマメゾウ3台を撃ち壊せる。

### 各国の王たち
ファイナルコング以外の王との戦いでは、お互い移動せず、手拍子で防御・回避を行いつつ攻防を繰り広げる戦いとなる。
どのコング達にも、攻撃をされる直前と攻撃を回避した直後にカウンターを行うことが出来る場面が存在するが、直前のカウンターは対応した側でしかできず、逆を攻撃しようとすると弾かれてダメージにならない。カウンターに成功すると気絶し、ラッシュをかけることが出来るようになる。攻撃前のカウンターの方が強力。
殆どのコングは戦闘前の画面ではドンキーとにらみ合っており、怒った時にそれを示す動作はドラミング。2回目の覇王を倒した後の宴には、ファイナルコング以外の4頭が参加する。Wii版には全員と通して更に1回ずつ戦う"コング・オブ・コングス"が追加されている。
ドレッドコング
Dの世界タルにあるバナナ王国の王で、本作最初のボスでもある。その名のようにドレッドヘアーである。キッキ達が見守るなか巨大な木の枝の上で戦う。攻撃は左右のパンチ1発ずつのみで、怒らせないと、カウンターをしなくても2、3発はパンチを命中させられる。
コンフーコング
Kの世界タルにあるパイナップル王国の王。「コンフー（功夫）」、英語名の｢KARATE(空手) KONG｣という名のとおり拳法家のような服装の老コング。川を流れる丸太の上で戦う。ドンキーが回避すべき攻撃は、連続して複数回行われる攻撃の最終段。回避の必要が無いカウンターは、1度以上攻撃を繰り出された後の攻撃に対応した方向から。しかし、他のコングよりもラッシュをかけられる時間が長く、多くのダメージを与えられる。
最初は両腕を腰の後ろに回しており、攻撃は往復チョップ薙ぎ払い、回避は多少のけぞるのみの最低限の動きなど、余裕をもった戦い方をするが、怒った時には拳法の型を取って本気を示す。その後は構えを取り、同じ方向からの連続回し蹴りを行うようになる。連続回し蹴りは時々空中で静止し、回避のタイミングをずらしてくる。
ブシドーコング
J(Wii版ではB)の世界タルにあるドリアン王国の王で、覇王以外では表向きの最後のボスとなる。「武士道」という名のためか、ちょんまげの様な髪形をしている。英語名は「NINJA(忍者) KONG」。大雨の降る中小さな丘の上で戦う。こちらもラッシュをかけられる時間が長め。
基本的にはドレッドコングに似ているが、パンチをされる直前にはカウンターができず、避けてカウンターを行おうとしても、そこから連続で攻撃しても必ず避けられてしまい、回し蹴りで更に畳み掛けてくる。怒ると回し蹴りの後のカウンターも、そこからの連続攻撃も避けて、後ろ回し蹴りをしてくる。この直前のカウンターは、タイミングが最もシビアだが、背景で落雷して大ダメージを与える。どの攻撃も、受けると最初のパンチの構え無しを交互に連続でかけられる。
ヒャッカンコング
Bの世界タルにあるスターフルーツ王国の王で、覇王以外では本当の最後のボスとなる。英語名の｢SUMO(相撲) KONG｣の通り力士のようなコングで、「百貫（約375kg）」という名のとおり非常に太った体形の超ヘビー級。下半身の毛皮はまわしのようになっている。何故か大気圏突入中の隕石の上で戦う。
パンチの代わりに、相撲の如く張り手で攻撃する。彼のみ戦闘前の画面で四股を踏んでおり、怒った時にも再び四股を踏みながら「どすこーい!!」と叫ぶ。
その体格により機敏に動けないため、こちらの攻撃を一切避けないが、カウンター以外で攻撃すると確実に張り手を喰らうなど、防御面はほぼ完璧で、張り手を同じ方向からのパンチで防御しきらなければ、回避しても動けなくなってしまいカウンターを入れられない。また、ラッシュをかける際は多くの敵キャラが転倒しているが、彼のみ直立不動のままラッシュを受けている。
ちなみに、彼の戦闘BGMは相撲を表現しており、｢はっけよいのこった」等、相撲に使われる合図がかかる。また、倒された際や倒した際に「突き倒し」という相撲の決まり手を告げる音声がかかる。
ファイナルコング
全ての世界をクリアすると戦うことが出来る本作のラストボス。「覇王」という肩書きを持つ最強のコング。口から赤い光が漏れており、腹部にチャンピオンベルトのようなものを巻いている。最初は顔だけの黒い猪『ファイアブタポッポ』を大きくしたような『ファイナルブタポッポ』に乗っており、それを倒してからファイナルコングとの直接対決となりドラミングする。
彼のみ他のコングとは戦い方が違い、コング以外のボスのようなフィールドを自由に移動しながら手拍子を打って、投げ飛ばしたり頭の上から殴ったり蹴たぐりをしたりパンチに対しかわした後で蹴ったりして気絶させ、ラッシュをかける流れになる。蹴たぐりを成功させてから着地されるまでに空中でラッシュをかけると床、パンチをかわし蹴ってすぐにラッシュをかけると壁に勢いよく叩き付ける。
また、彼のみ２回戦うことになり、当然２回目ではパターンが強化されている。

## 声の出演
- ドンキーコング（声：長嶝高士）
- キッキ（声：鈴木勝美）
- ドレッドコング（声：宮田浩徳）
- コンフーコング（声：野中秀哲）
- ブシドーコング（声：髙階俊嗣）
- ヒャッカンコング（声：岡崎雅紘）
- ファイナルコング（声：土屋利秀）

## 移植版
2008年12月11日にWii用タイトルとして、『Wiiであそぶ ドンキーコング ジャングルビート』が発売された。
Wii版ではタルコンガを使用せず、ヌンチャクでドンキーコングを移動させ、ヌンチャクとWiiリモコンを振って敵を攻撃をするという仕様に変更となった。なお、他の『Wiiであそぶセレクション』シリーズにもいえることだが、ゲームキューブ用コントローラの使用もできない。
画質はハード性能にともない若干ながら向上している。また、移植に伴い新ステージの追加やゲームバランスの再調整が行われている。敵の『シャオシャオ』というパンダも、青い熊に差し替わった。また紫色の『カミカミ』も全く登場しない。
GC版ではストーリーのバックボーンが設定されていなかったが、Wii版では公式サイトと取り扱い説明書において、「ジャングルの住人を苦しめる悪のコング（各エリアのボス）を成敗するべく『ジャングルの王』たるドンキーコングが立ち向かう」というストーリー設定がされた。

## 関連作品
アーケード用のメダルゲーム、『ドンキーコングジャングルフィーバー」「ドンキーコングバナナキングダム』は本作をベースに作られている（発売元はカプコン）。